# Fislis
Fislis település Franciaországban, Haut-Rhin megyében. Lakosainak száma 387 fő (2022. január 1.). Fislis Muespach, Muespach-le-Haut, Oltingue, Bouxwiller, Linsdorf és Werentzhouse községekkel határos.

## Népesség
A település népességének változása:
| Lakosok száma | 424  | 423  | 438  | 418  | 405  | 393  | 399  | 392  | 387  |
|               | 2013 | 2015 | 2016 | 2017 | 2018 | 2019 | 2020 | 2021 | 2022 |